# کامر کراسنیقی
کامر کراسنیقی (انگلیسی: Kamer Krasniqi؛ زادهٔ ۱۱ ژانویهٔ ۱۹۹۶) بازیکن فوتبال است.
از باشگاه‌هایی که در آن بازی کرده‌است می‌توان به باشگاه فوتبال اسنابروک اشاره کرد.
وی همچنین در تیم ملی فوتبال زیر ۲۱ سال کوزوو بازی کرده‌است.